# José Antonio Giménez-Arnau
José Antonio Giménez-Arnau y Gran (Laredo, 8 de mayo de 1912 - Madrid, 27 de enero de 1985) fue un diplomático, periodista y escritor español. Jefe de prensa en la zona Nacional durante la guerra civil española, fue uno de los autores de la Ley de Prensa de 1938 que puso al conjunto de la prensa al servicio del Estado. Con posterioridad ejerció puestos de representación diplomática en Argentina, Irlanda, Nicaragua, Guatemala, Brasil, Portugal e Italia. Periodista de profesión, llegó a dirigir varios periódicos y fue autor de numerosas obras.

## Biografía
Nacido en Laredo el 8 de mayo de 1912, en el seno de una familia de la burguesía, realizó estudios de derecho en la Universidad de Zaragoza. Posteriormente se doctoró en la Universidad de Bolonia con los premios «Vittorio Emanuele» y «Albornoz». Amplió estudios de Derecho Internacional en Ginebra (Suiza). Ingresaría en el Cuerpo de Técnicos Comerciales del Estado en 1936 y en la Escuela Diplomática en 1942. 

### Dictadura franquista

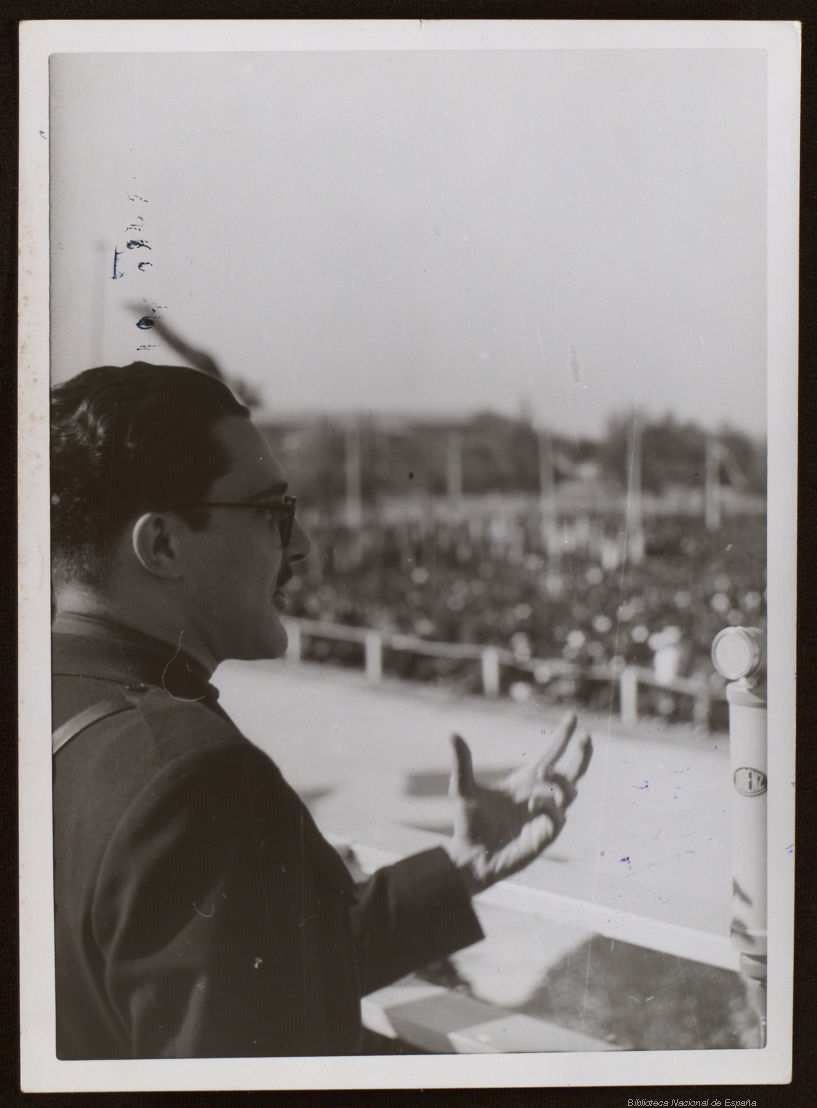
Giménez-Arnau pronuncia un discurso ante una multitud en el denominado «Campo de la Victoria» de Zaragoza en junio de 1938, con motivo del primer aniversario de la Unificación.

Falangista convencido, durante la guerra civil española se unió a la facción sublevada. En enero de 1937 la Junta de Mando Provisional de FE de las JONS le nombró delegado nacional de prensa a las órdenes de Manuel Hedilla. Durante la etapa inicial de la contienda fundó y dirigió los diarios Unidad de San Sebastián y Hierro de Bilbao. Persona ligada a Ramón Serrano Suñer, el 2 de febrero de 1938 sería nombrado jefe del Servicio Nacional de Prensa. Este organismo quedó a cargo de la supervisión de la prensa en la zona franquista, así como las cuestiones de censura. A propuesta de Serrano Suñer, Giménez-Arnau fue el autor de la Ley de Prensa de 1938.
Dicha ley supuso, entre otras cosas, la introducción de la censura previa, el nombramiento y/o cese de directores de periódicos, y con carácter genérico, la conversión de la prensa en una institución al servicio del Estado y transmisora de valores oficiales. Como consecuencia, la prensa se volvió mucho más restrictiva y derechista de lo que el propio Giménez-Arnau buscaba inicialmente. En esta época contó con varios estrechos colaboradores como Juan Beneyto, Ramón Garriga —jefe de la Sección de Información— o Jesús Pabón —jefe de Prensa extranjera—. Fue también fundador de la Agencia EFE. Cesó como jefe del servicio de Prensa en marzo de 1939.
En marzo de 1939 fue nombrado agregado de prensa en la embajada española en Italia. Unos meses después, en noviembre, fue nombrado jefe de la sección de Falange en la Italia fascista, en sustitución de Alfonso Zayas y de Bobadilla. Se da la circunstancia de que en esa época su hermano Ricardo era jefe del Servicio Exterior de Falange. Dentro del partido único, FET y de las JONS, Giménez-Arnau pertenecía a la facción encabezada por Serrano Suñer. Durante este tiempo desempeñó el puesto de corresponsal en Roma y Berlín, trabajando tanto para el diario Arriba como para la agencia EFE. Entusiasta del totalitarismo, llegó a visitar la Alemania nazi. Con posterioridad sería nombrado secretario de las embajadas de Buenos Aires —en 1943— y de Dublín —en 1946—.

### Carrera posterior
Tras el final de la Segunda Mundial continuó su carrera profesional. Entre los años 1953 y 1955 estuvo al frente de la Dirección General de Cooperación Económica del Ministerio de Comercio, y en 1956 fue nombrado Consejero de Economía Exterior en la legación española de Montevideo, siendo posteriormente nombrado ministro Plenipotenciario y embajador en las legaciones españolas de Nicaragua y Guatemala. Fue embajador representante permanente de España ante la Oficina de la Organización de las Naciones Unidas en Ginebra (1964-1967). Entre los años 1967-1969 encabezó la delegación española en Río de Janeiro, y entre 1969 y 1972 fue embajador español en Portugal. Su último cargo como diplomático fue en 1972, cuando fue nombrado embajador en Italia, cargo que ocupó hasta 1976. Luego fue director de la Escuela Diplomática entre 1976 y 1979.
Paralelo a su carrera diplomática, durante estos años también desarrolló una intensa actividad literaria, y fue autor de un gran número de textos —tanto literarios como teatrales—. En 1952 ganó varios premios: el «Lope de Vega», el «Miguel de Cervantes» y el «Premio Nacional de Teatro».
Falleció en Madrid el 27 de enero de 1985, siendo incinerado y enterrado en el Cementerio de La Almudena. Sus cenizas fueron posteriormente trasladadas a Zaragoza.

## Familia
Se casó con María Inés Puente y García-Arnaiz con quien tuvo seis hijos (sobrevivieron cuatro), entre ellos el periodista Jimmy Giménez-Arnau.
Uno de sus hermanos, Ricardo, fue un destacado diplomático franquista y Delegado Nacional del Servicio Exterior de FET y de las JONS. Otro de sus hermanos, Enrique, sería director general de prensa durante los primeros años del régimen franquista.

## Obras
- —— (1940). Línea Siegfried.[c] Madrid.
- —— (1941). El Puente. Madrid.[25]
- —— (1945). La Colmena. Buenos Aires.[26]
- —— (1946). La Hija de Jano. Buenos Aires.[26]
- —— (1946). La Canción del Jilguero. Madrid.[26]
- —— (1949). La Cueva de los ladrones.[d] Madrid.
- —— (1952). De Pantalón largo. Barcelona.[28]
- —— (1953). Luna Llena. Barcelona.[28]
- —— (1954). El canto del gallo. Barcelona.[28]
- —— (1961). Este-Oeste. Barcelona.[28]
- —— (1978). Memorias de memoria.[e] Madrid: Destino.[30]

Obras teatrales
- Carta a París.
- Alarma.
- Clase única.
- El rey ha muerto.
- Un hombre y dos retratos.

## Reconocimientos
- Orden del Mérito Civil
- Orden Imperial del Yugo y las Flechas
- Gran Cruz de la Orden de Isabel la Católica
- Gran Cruz de la Orden de Carlos III
- Orden del Águila Alemana